# Prêmio Hugo de Carvalho Ramos
O Prêmio Hugo de Carvalho Ramos (ou bolsa de publicações Hugo de Carvalho Ramos) é um concurso literário criado em 1944 com a finalidade de premiar obras inéditas de autores nascidos ou residentes no estado de Goiás. É promovido anualmente pela Prefeitura de Goiânia e organizado pela União Brasileira dos Escritores - Seção Goiás. Os autores contemplados recebem 900 unidades do livro e a premiação de 20 salários mínimos. Já foram editadas mais de 100 obras, incluindo Ermos e Gerais do imortal da Academia Brasileira de Letras Bernardo Élis.
É o prêmio literário mais antigo em atividade no país e homenageia o contista e poeta goiano Hugo de Carvalho Ramos, autor de um dos maiores clássicos da literatura brasileira: Tropas e Boiadas.
Além de Bernardo Élis, o prêmio revelou autores de reconhecimento nacional como Yêda Schmaltz, Gilberto Mendonça Teles, Miguel Jorge e Edival Lourenço.

## Vencedores por edição
- 1944[5]

Ermos e gerais, de Bernardo Élis
Antologia Goiana, de Veiga Netto
- 1947

Nos rosais do silêncio, de Americano do Brasil
- 1948

Rio do sono, de José Godoy Garcia
- 1949

Pium, de Eli Brasiliense
- 1951

Lendas da minha terra, de Mário Rizério Leite
- 1952

Expedição sertaneja Araguaia-Xingu, de Leolídio di Ramos Caiado
- 1953

Poemas e elegias, de José Décio Filho
- 1954

Gente do rancho', de Leo Godoy Otero
- 1955

Dentro da noite, de José Vianna
- 1956

Poesia, de Érico Curado;
Riachão, de Raimundo Rodrigues
Memórias históricas, de Sebastião Fleury Curado?
- 1957

Vila Boa, de Regina Lacerda
- 1958

Planície, de Gilberto Mendonça Teles
- 1967

Chico Melancolia, de Humberto Crispim Borges
- 1968

A Hora Maior, de Vera Americano
Mais um Ponto… Depois de Outro Ponto, de César Baiocchi
- 1972

Secreta Ária, de Yêda Schmaltz
- 1973

Na Estação das Aves, de Aidenor Aires
- 1974

Do Olhar e do Querer, de Maria Helena Chein
Lavra do Insolúvel, de Aidenor Aires
- 1975

Monólogo da Angústia, de Brasigóis Felício
O Peixenauta, de Yêda Schmaltz
- 1976

Antes do Quinto Episódio, de Antônio José de Moura
- 1977

Narrativas do Quotidiano, de Marietta Telles Machado
Ver de novo, de Luiz Fernando Valadares
Do Sempre e do Instante, de Luiz Palacin
- 1978

Feminino Plural, de Gilka Bessa & Outros
Via Sacra, de José Mendonça Teles
- 1979

Hotel do Tempo, de Brasigóis Felício
Relações, de Heleno Godoy
- 1980

Espaços, de Maria Abadia Silva
A Romeira do Muquém, de Adolfo Silva Neto
- 1981

Chico Trinta, de Humberto Crispim Borges
O Pássaro que Inventou a Solidão, de Joaquim Machado de Araújo Filho
- 1982

Hoje a Noite é Mais Longa, de Anatole Ramos
A Sinfonia dos Peixes, de Delermando Vieira
- 1983

Do Exercício de Viver, de Goiamérico Felício
Dias de Fogo, de Antônio José de Moura
- 1984

Os Deuses são Pássaros do Vento, de Aidenor Aires
Urubanda, de Miguel Jorge
- 1985

A ti Athis, de Yêda Schmaltz
Demônios da Mente, de João Elias Oliveira
- 1986

Duração dos Dias, de Helvécio Goulart
Estranhos na Noite, de Ilda Gomes Dutra
- 1987

A Luz das Velas de Sebo, de Delermando Vieira
Argonauta, de Geraldo Dias da Cruz
- 1988

As Mãos do Pecado, de Roberto Fleury Curado
Arabescos Num Chão de Giz, de Valdivino Braz
- 1989

Profucus, de Miguel Jorge
- 1990

Os Novelos do Acaso, de Pio Vargas
Pras Bandas do Córrego Fundo, de Dionísio Machado
- 1991

Queda & Ascensão, Segundo a Visão do Pássaro, de Delermando Vieira
Os Filhos da Blusa Azul, de Luzia Rodrigues da Silva
- 1992

A Centopeia de Neon, de Edival Lourenço
Eis o Cálice, Helena, de Celso Claudio Carneiro
- 1993

Coisa Incoesa, de Edival Lourenço
Contos de Solibur, de Itamar Pires
- 1994

Luz no Fim de Abril, de Antônio Batista Machado
O Mercador de Espelhos, de Dell Meirelles
- 1995

Ecos, de Yêda Schmaltz
Carbono Dupla Face, de Celso Claudio Carneiro
- 1996

A Voz dos Vivos, de Lacordaire Vieira
Os Nós de Nós em Nós, de Aldair Aires
- 1997

Os Aventais da Púrpura, de Gabriel Nascente
- 1998

Calada Nudez, de Miguel Jorge
Dominus Nobiscum, de Aldair Aires
- 1999

Brasil Quinhentos Anos, de Alódio Tovar
- 2000

Prosa: A Corda e o Abismo”, de Delermando Vieira
Poesia: O Lírio Imperfeito, de Delermando Vieira
- 2001

Prosa: Nas Asas de Icaro, de Mª Dalva J. Guimarães (Madellon)
Poesia: O Colecionador de Alfinetes, de Celso Claudio Carneiro
- 2002

Prosa: Faúlhas, de Dionísio Pereira Machado
Poesia: Poemas da Terra Perdida, de Valdivino Braz
- 2003

Prosa: A Batalha de Poitiers, de Mauro Rogério P. de Araújo
Poesia: Tempestade na Proa Gabriel Nascente
- 2004

Prosa: Comedor de Papa-Terra, de Félix Ramos de Meneses
Poesia: “Sobre o movimento das pedras, de João Elias Antunes de Oliveira
- 2005

Prosa: Desde Pequenos Nós Comemos Silêncios, de André de Leones
Poesia: O outro caminho, de Geraldo Coelho Vaz
- 2006

Prosa: Jantar às 11, de Cristiano Deveras
Poesia: Os Tambores da Tempestade, de Delermando Vieira Sobrinho
- 2007

Prosa: Os bonetos de Mao, de Delermando Vieira Sobrinho
Poesia: Pontilhando, de José Fernandes
- 2008

Prosa: Suposta biografia do poeta da morte, de João Elias Antunes de Oliveira
Poesia: Os círios do cão maior, de Mauro Leslie Alves Mariano
- 2009

Prosa: Sob a cromática da luz, de Alice Espíndola Cardoso
Poesia: Trama da luz, de Alcione Guimarães
- 2010

Prosa: No caminho dos martírios, de Mauro Rogério P. de Araújo
Poesia: Mergulho nos Poros, de Maria Luisa Ribeiro
- 2011

Prosa: Redemoinho, de Valdivino Braz Ferreira
Poesia: A morfina-flor de Morfeu, de Gilson Cavalcante
- 2012

Prosa: O etéreo ser de carbono, de Cristiano Deveras
Poesia: Poema na Folha da Amendoeira, de Sinésio Dias de Oliveira
- 2013

Prosa: Bramuras, de Hélverton Baiano
Poesia: Na fissura do vestido, de Márcia Maranhão de Conti
- 2014

Prosa: Fogo de Junho, de Ademir Luiz
Poesia: Lepidópteros lambem o musgo dos paralelepípedos, Valdivino Braz Ferreira
- 2015

Prosa: Ciclos do vento, de Carlindomar J. de Oliveira
Poesia: Encontro perverso, de Hélverton Baiano
- 2016

Prosa: Descobrimento da Áfrita, de José Eduardo Mendonça Umbelino Filho
Poesia: Equinócio, de Thaise Monteiro
- 2017

Prosa: A Petrópolis Goiana, de André Luis Bianchi Arantes
Poesia A Lírica manhã que chega, de Sônia Elizabeth Nascimento Costa
- 2018

Prosa: Cacumbu, de Dionísio Pereira Machado
Poesia: Alma penada, de Mauro Leslie Alves Mariano
- 2019

Prosa: As casas do sul e do norte, de Solemar Oliveira
Poesia: Outros versos mais, de Divino Damasceno de Almeida
- 2020[6]

Prosa: Mosaico de ausências, de Luiz Gustavo Medeiros
Poesia: Febrero, de Fabrício Carlos Clemente